# Ceny Thálie 2023
Ceny Thálie 2023 byl 30. ročník udílení Cen Thálie, které udílí Herecká asociace za mimořádné výkony či celoživotní mistrovství v oblasti jevištního umění. Předsedové oborových porot v činohře, opeře, baletu, muzikálu a operetě, alternativního divadla a loutkového divadla vyhlásili 34 nominovaných osobností 7. září 2023. Vyhlašovací ceremoniál s předáním cen se konal v sobotu 30. září 2023 v pražském Národním divadle, kterého moderovala Světlana Witowská. V přímém přenosu jej odvysílala Česká televize na stanici ČT1 a Český rozhlas na stanici Dvojka. Ceny vyrobila sklárna Ajeto ze severočeské obce Lindava.

## Ceny a nominace
Při oficiálním večeru bylo vyhlášeno 18 laureátů:

### Činohra – ženský výkon
- Karolína Baranová (role: Marie Antoinetta, Marie Antoinetta, režie: Janka Ryšánek Schmiedtová, Divadlo F. X. Šaldy, Liberec)
  - Táňa Malíková (role: Stefa, Požár v šťastném Rakousku, režie: Eduard Kudláč, HaDivadlo, Brno)
  - Lenka Schreiberová (role: Anna, služebná, Šepoty a výkřiky, režie: Jakub Čermák, Horácké divadlo Jihlava)

Širší nominace: Barbora Bezáková, Věra Hlaváčková, Veronika Khek Kubařová, Gabriela Míčová, Jana Pidrmanová, Pavlína Štorková, Lucie Trmíková
Cenu předala: Taťjána Medvecká

### Činohra – mužský výkon
- Martin Pechlát (role: Otto von F., Moskoviáda, režie: Dušan David Pařízek, Divadlo X10, Praha)
  - Petr Kubes (role: Vladimír, Čekání na Godota, režie: Michal Vajdička, Národní divadlo Brno)
  - Ivan Trojan (role: David, Fifty, režie: Petr Zelenka, Dejvické divadlo, Praha)

Širší nominace: Kryštof Bartoš, Petr Dohnal, Jiří Hejcman, Tomáš Kobr, Stanislav Majer, Martin Polách, Ondřej Rychlý
Cenu předala: Taťjána Medvecká

### Činohra – celoživotní mistrovství
- Daniela Kolářová

Cenu předal: Antonín Procházka
- Stanislav Šárský

Cenu předal: Antonín Procházka
- Emília Vášáryová

Cenu předal: Ondřej Kepka

### Opera – ženský výkon
- Arnheiður Eiríksdóttir (role: Oktavian, Růžový kavalír, režie: Andreas Homoki, Státní opera, Národní divadlo, Praha)
  - Petra Alvarez Šimková (role: Maršálka, Růžový kavalír, režie: Andreas Homoki, Státní opera, Národní divadlo, Praha)
  - Michaela Zajmi (role: Paní Marta Rullová a Bubeník, Rozbitý džbán a Císař Atlantidy aneb Odepření smrti, režie: Rocc, Národní divadlo moravskoslezské, Ostrava)

Širší nominace: Markéta Cukrová, Maida Hundeling, Markéta Klaudová, Lívia Obručník Vénosová, Barbora Perná, Lucie Silkenová, Ivana Veberová
Cenu předal: Ivan Kusnjer

### Opera – mužský výkon
- Jaroslav Březina (role: Herodes, Salome, režie: David Radok, Národní divadlo Brno)
  - Aleš Briscein (role: Rinald , Armida, režie: Martin Otava, Divadlo J. K. Tyla, Plzeň)
  - Svatopluk Sem (role: Ismen, Armida, režie: Jiří Heřman, Národní divadlo Brno)

Širší nominace: Alejandro Del Angel, Jiří Brückler, Daniel Čapkovič, Jiří Hájek, Štefan Kocán, Pavol Kubáň, Marián Lukáč
Cenu předal: Ludvík Bohman (Integram)

### Opera – celoživotní mistrovství
- Jan Hladík

Cenu předal: Ivan Kusnjer

### Balet – ženský výkon
Balet, pantomima nebo jiný tanečně dramatický žánr:
- Helena Arenbergerová (role: sólová role, Where, 420PEOPLE Praha)
  - Nikola Márová (role: Blanche DuBois, Tramvaj do stanice Touha, Národní divadlo, Praha)
  - Aya Okumura (role: Sylfida, La Sylphide, Národní divadlo, Praha)

Širší nominace: Romina Contreras, Monika Částková, Nuria Gazorla García, Zuzana Hradilová, Shino Sakurado, Emily-Joy Smith, Eriko Wakizono
Cenu předal: Jan Fousek

### Balet – mužský výkon
Balet, pantomima nebo jiný tanečně dramatický žánr:
- Matěj Šust (role: Princ, Popelka, Národní divadlo, Praha)
  - Francesco Fasano (role: Bob Cratchit / Ďábel, Louskáček – Vánoční koleda, Národní divadlo moravskoslezské, Ostrava)
  - Viktor Konvalinka (role: sólová role, Why Things Go Wrong, 420PEOPLE Praha)

Širší nominace: Rory Ferguson, Michal Heriban, Aurélien Jeandot, Václav Kuneš, Jakub Rašek, Giovanni Rotolo, Ondřej Vinklát
Cenu předal: Jan Fousek

### Balet – celoživotní mistrovství
- Miroslava Pešíková

Cenu předal: Jan Fousek

### Opereta, muzikál – ženský výkon
Muzikál, opereta nebo jiný hudebnědramatický žánr:
- Hana Holišová (role: Marta, Marta, režie: Adéla Stodolová, Mamon Art s.r.o. a Letní scéna Musea Kampa Praha)
  - Michaela Horká (role: Paní Lovettová, Sweeney Todd: Ďábelský lazebník z Fleet Street, režie: Juraj Čiernik, Národní divadlo moravskoslezské, Ostrava)
  - Petra Janečková (role: Emilia Marty, Sunset Boulevard, režie: Petr Novotný, Východočeské divadlo, Pardubice)

Širší nominace: Eva Burešová, Kristýna Daňhelová, Nina Horáková, Pavla Janiššová, Karolina Kabele, Berenika Kohoutová, Esther Mertová
Cenu předal: Lumír Olšovský

### Opereta, muzikál – mužský výkon
Muzikál, opereta nebo jiný hudebnědramatický žánr:
- Tomáš Savka (role: Max Bialystock, Producenti, režie: Gabriela Petráková, , Národní divadlo moravskoslezské, Ostrava)
  - Libor Matouš (role: Rob Cole, Medicus, režie: Stanislav Moša, Městské divadlo Brno)
  - Milan Němec (role: Ředitelka Trunchbullová, Matilda, režie: Petr Gazdík, Městské divadlo Brno)

Širší nominace: Roman Harok, Jakub Hliněnský, Lukáš Janota, Pavel Klimenda, Radek Melša, Lukáš Randák, Jakub Žídek
Cenu předal: Tereza Vítová (Nadace Truck HELP)

### Opereta, muzikál – celoživotní mistrovství
- František Zacharník

Cenu předal: Lumír Olšovský
- Jiří Suchý

Cenu předal: Lumír Olšovský

### Alternativní divadlo
- Becka McFadden (performerský výkon, Black Dress, režie: Becka McFadden, Beautiful Confusion Collective a Venuše ve Švehlovce Praha)
  - Vojtěch Franců (role: Simply Simplicius, Simply Simplicius aneb Svatá prostoto!, režie: Petr Hašek, Geisslers Hofcomoedianten Praha)
  - Halka Jeřábek Třešňáková (performerský výkon, Seismic, režie: Marie Gourdain / tYhle, Felix Baumann)
  - Andrej Lyga (performerský výkon, Pohádka pro odvážné, režie: Andrej Lyga, KD Mlejn Praha)
  - Martin Talaga (performerský výkon, Headless Mule, režie: Martin Talaga, PLAYboyz a Studia ALTA Praha)

Širší nominace: Mark Kristián Hochman, Tereza Ondrová, Pavol Seriš, Tereza Těžká, Hana Voříšková
Cenu předaly: Lucie Trmíková a Svatava Barančicová (Nadace Život umělce)

### Loutkové divadlo
- Jiří Kniha (Pětkrát kolem světa, režie: Zuzana Burianová, Tygr v tísni Praha)
  - Kristýna Franková (O zlaté rybce, režie: Tomsa Legierski, Divadlo Alfa, Plzeň)
  - Jazmína Piktorová (Mikrosvěty, režie: Jazmína Piktorová, Studio Alta Praha)
  - Luděk Smadiš (To je andělení!, režie: Veronika Poldauf Riedlbauchová, Divadlo DRAK Hradec Králové)
  - Petr Vydarený (Supermaňásci, režie: Tomáš Dvořák, Divadlo Alfa, Plzeň)

Širší nominace: Anna Bangoura, Antonie Formanová, Dominik Linka, Martin Matejka, Ľubomír Piktor
Cenu předali: Gustav Hašek, Václav Jelínek, Pavol Smolárik, Bořek Joura, Ondřej Nosálek a Radka Pavlovčinová

### Cena české akademie divadelníků
Dříve cena Kolegia pro udělování cen Thálie za mimořádný umělecký přínos českému divadelnímu umění:
- Milan Uhde

Cenu předal: Martin Baxa

### Cena Thálie pro činoherce do 33 let
- Viktor Kuzník

Cenu předali: Ondřej Kepka

### Cena Thálie za šíření divadelního umění v televizi
- Marie Loucká

Cenu předal: Petr Dvořák